# Diacyclops ichnusae
Diacyclops ichnusae is een eenoogkreeftjessoort uit de familie van de Cyclopidae. De wetenschappelijke naam van de soort is voor het eerst geldig gepubliceerd in 1986 door Pesce & Galassi.